# Estadio Olímpico de Ibarra
El estadio Olímpico de Ibarra es un estadio de fútbol de Ecuador. Está ubicado entre las Avdas. Víctor Manuel Peñaherrera y Jaime Roldós de la ciudad de Ibarra. Su capacidad es para 17 300 espectadores, y allí juega como local el Imbabura Sporting Club, equipo de Serie A; el Club Deportivo Ibarra, La Cantera Fútbol Club y el Club Deportivo Leones del Norte, equipos de la Segunda Categoría del fútbol ecuatoriano.

## Historia
Fue inaugurado el 4 de agosto de 1988 (anteriormente conocido como estadio Olímpico Municipal) siete años después el estadio Olímpico Municipal cambió de su nombre al actual estadio Olímpico "Ciudad de Ibarra" que fue remodelada, reconstruida y reinaugurada el 4 de agosto de 1995. Hasta el 4 de agosto de 1995, el estadio Olímpico Municipal fue de propiedad del Ilustre Municipio de Ibarra, fecha en la cual fue donado a la Federación Deportiva de Imbabura a través de escritura pública suscrita por el Ing. Luis Mejía Montesdeoca, Ex-Prefecto de la provincia y por otra Lic. Rafael Zumárraga, en calidad de expresidente de la Institución favorecida. 14 años después Desde el 29 de julio de 2009, el estadio Olímpico "Ciudad de Ibarra" pasó ser administrado por la Federación Deportiva de Imbabura, fecha en la cual fue donado a la Federación Deportiva de Imbabura a través de escritura pública suscrita por el Sr. Washington Barreno, en calidad de Presidente de la Institución favorecida, una vez que el Gobierno Provincial de Imbabura, entregó oficialmente este escenario a la Matriz del Deporte. La Cámara Provincial hizo efectivo este traspaso dando cumplimiento a lo que establece Ley del Deporte en su artículo 54. Este escenario tiene una capacidad para 18.000 personas y cuenta con una pista de material sintético.
Este estadio fue una de las sedes del Campeonato Sudamericano Sub-16 Ecuador 1988.
Este estadio fue una de las sedes del Campeonato Mundial Sub-17 Ecuador 1995, y se disputaron allí partidos entre Brasil, Alemania, Omán y Canadá.
En 2007 con apariencia renovada, en este estadio allí se jugaron nueve partidos de la ronda final del Campeonato Sudamericano Sub-17 Ecuador 2007: entre Ecuador (como anfitrión), Colombia, Argentina, Brasil, Perú y Venezuela.
En 2011 con apariencia renovada, También en este estadio allí se jugaron diez partidos de la primera ronda del Campeonato Sudamericano Sub-17 Ecuador 2011, entre las selecciones de Brasil, Venezuela, Colombia, Chile y Paraguay.
Acerca de competencias deportivas, este estadio acogió a nivel nacional, fue sede de los X Juegos Deportivos Nacionales Ibarra 2004.
El estadio también desempeña un importante papel en el fútbol local, ya que los clubes ibarreños como el Imbabura Sporting Club, Espoli de Quito (provisional), Valle del Chota, Teodoro Gómez de la Torre, Ibarra Fútbol Club, Atlético Ibarra, Deportivo Ibarra, Ibarra Sporting Club, 28 de Septiembre, 17 de Julio, 28 de Abril, SC Alianza, PUCE-SI, Universidad Técnica del Norte, Luz de América, 2 de Marzo de Atuntaqui y Pilahuin Tío hacían y/o hacen de locales en este escenario deportivo.
Asimismo, este estadio es sede de distintos eventos deportivos a niveles provincial y local, así como es escenario para varios eventos de tipo cultural, especialmente conciertos musicales (que también se realizan en el Coliseo Luis Leoro Franco y en la Plaza de Toros La Candelaria de Ibarra).

### Remodelaciones
El 4 de agosto de 1995, el Estadio Olímpico Municipal pasa a ser en forma definitiva administrado por la Rectora del Deporte Provincial, cuando presidente del ente Federativo el Lic. Rafael Zumárraga, por pedido del Prefecto de la provincia, Ing. Luis Mejía Montesdeoca;
Del 4 al 9 de agosto de 1995, siendo Rafael Zumárraga, presidente de FDI, se concede a Ibarra una sede del Campeonato Mundial de Fútbol Sub-17, grupo “D”, integrado por Brasil, Alemania, Canadá y Omán, motivo por el cual la remodelación del escenario fue remodelada en su totalidad.
El 28 de abril de 2005, el Dr. Alfredo Palacio, Presidente Constitucional de la República del Ecuador, inaugura oficialmente la pista sintética con la realización del Campeonato Nacional de Atletismo de la Categoría Sub-23 después de los X Juegos Deportivos Nacionales Ibarra 2004 luego de abandonar la pista atlética del Estadio del Colegio Nacional Ibarra. Administración del ente Federativo del Prof. Washington Barreno Ramos;
El 6 de junio de 2007, se inaugura la iluminación artificial para programaciones futbolísticas nocturnas, así como también obras complementarias como la Residencia y Comedor deportivos construidos aprovechando al máximo todos los espacios existentes al interior de la tribuna, bajo la administración del Prof. Washington Barreno Ramos.
En la actual administración del Sr. Mauricio Arguello, se realizó el mantenimiento de las torres de iluminación, complementariamente al trabajo de adecentamiento y adecuación de las diferentes instalaciones, al ser el principal escenario del Imbabura S. C., en el Campeonato Ecuatoriano de Fútbol Profesional Serie B 2015.
El estadio Olímpico de Federación Deportiva de Imbabura, ubicado al norte de la ciudad, cuenta con la cancha oficial de fútbol; pista atlética de material sintético; localidades de general, tribuna y palco con un aforo de 17 260 personas; gimnasio para la disciplina de atletismo; cabinas para radio, televisión, para control de luces y marcador; sala vip, de prensa y control antidopaje; bares y boleterías. En las afueras de este escenario se cuenta con el Complejo de Patinódromo; área de calentamiento para atletas en material sintético; y parqueadero.

## Partidos en el estadio Olímpico de Ibarra

### Partidos del Mundial Sub-17 Ecuador 1995
Fue sede del Grupo D de la Copa Mundial de Fútbol Sub-17 de 1995 que estaba conformado por Brasil, Alemania, Omán y Canadá.
En el entonces llamado estadio Olímpico "Ciudad de Ibarra" se jugaron los siguientes partidos:
| 4 de agosto de 1995 | Brasil                                 | 3:0 (1:0) | Alemania |                                                                      |                                                                      |
|                     | Dijimi 39' Carlos Alberto 54' Juan 63' |           |          | Asistencia: 16.000 espectadores Árbitro(s): Said Belqola (Marruecos) | Asistencia: 16.000 espectadores Árbitro(s): Said Belqola (Marruecos) |

| 4 de agosto de 1995 | Omán                      | 2:1 (1:0) | Canadá      |                                                                        |                                                                        |
|                     | Al-Kathiri 43', 73' (pen) |           | Bernier 70' | Asistencia: 16.000 espectadores Árbitro(s): Pierre Mounguengui (Gabón) | Asistencia: 16.000 espectadores Árbitro(s): Pierre Mounguengui (Gabón) |

| 6 de agosto de 1995 | Brasil | 0:0 (0:0) | Omán |                                                                       |  |
|                     |        |           |      | Asistencia: 10.000 espectadores Árbitro(s): Vasyl Melnychuk (Ucrania) |  |

| 6 de agosto de 1995 | Alemania                                   | 3:0 (1:0) | Canadá |                                                                      |                                                                      |
|                     | Brezina 23' Rost 68' Alexander Brugera 73' |           |        | Asistencia: 16.000 espectadores Árbitro(s): Said Belqola (Marruecos) | Asistencia: 16.000 espectadores Árbitro(s): Said Belqola (Marruecos) |

| 9 de agosto de 1995 | Alemania | 0:3 (0:1) | Omán                                   |                                                                        |                                                                        |
|                     |          |           | Al-Kathiri 4' (pen) Al-Siyabi 81', 87' | Asistencia: 9.000 espectadores Árbitro(s): José Luis Da Rosa (Uruguay) | Asistencia: 9.000 espectadores Árbitro(s): José Luis Da Rosa (Uruguay) |

| 9 de agosto de 1995 | Brasil             | 2:0 (1:0) | Canadá |                                                                               |                                                                               |
|                     | Bel 2' Eduardo 46' |           |        | Asistencia: 16.000 espectadores Árbitro(s): Leslie Irvine (Irlanda del Norte) | Asistencia: 16.000 espectadores Árbitro(s): Leslie Irvine (Irlanda del Norte) |

### Partidos del Sudamericano Sub-17 Ecuador 2007
En el entonces llamado estadio Olímpico "Ciudad de Ibarra" se jugaron los siguientes partidos:
| 16 de marzo de 2007 | Ecuador            | 1:2 (0:1) | Colombia                               |                                                                      |                                                                      |
|                     | Miller Bolaños 70' |           | Cristian Nazarit 25' Ricardo Serna 87' | Asistencia: 16.000 espectadores Árbitro(s): Salvio Fagundes (Brasil) | Asistencia: 16.000 espectadores Árbitro(s): Salvio Fagundes (Brasil) |

| 16 de marzo de 2007 | Argentina | 0:2 (0:1) | Brasil                 |                                                                      |                                                                      |
|                     |           |           | Maicon 45' Lulinha 56' | Asistencia: 16.000 espectadores Árbitro(s): Antonio Arias (Paraguay) | Asistencia: 16.000 espectadores Árbitro(s): Antonio Arias (Paraguay) |

| 16 de marzo de 2007 | Perú                                 | 2:1 (1:0) | Venezuela                  |                                                                  |                                                                  |
|                     | Christian La Torre 1' César Ruiz 81' |           | Yonathan del Valle 59' (p) | Asistencia: 16.000 espectadores Árbitro(s): Jorge Osorio (Chile) | Asistencia: 16.000 espectadores Árbitro(s): Jorge Osorio (Chile) |

| 18 de marzo de 2007 | Ecuador | 0:1 (0:0) | Venezuela        |                                                                    |                                                                    |
|                     |         |           | Ángel Rivera 50' | Asistencia: 16.000 espectadores Árbitro(s): Georges Buckley (Perú) | Asistencia: 16.000 espectadores Árbitro(s): Georges Buckley (Perú) |

| 18 de marzo de 2007 | Argentina                                 | 2:1 (1:1) | Colombia               |                                                                      |                                                                      |
|                     | Alexis Machuca 45' Santiago Fernández 86' |           | James Rodríguez 8' (p) | Asistencia: 16.000 espectadores Árbitro(s): Líber Prudente (Uruguay) | Asistencia: 16.000 espectadores Árbitro(s): Líber Prudente (Uruguay) |

| 18 de marzo de 2007 | Perú | 0:4 (0:2) | Brasil                          |                                                                        |                                                                        |
|                     |      |           | Fabio 10', 73' Lulinha 29', 75' | Asistencia: 16.000 espectadores Árbitro(s): Alfredo Intriago (Ecuador) | Asistencia: 16.000 espectadores Árbitro(s): Alfredo Intriago (Ecuador) |

| 20 de marzo de 2007 | Brasil                                       | 4:0 (2:0) | Venezuela |                                                                  |                                                                  |
|                     | Lulinha 17' Fabio 43' Bernardo 59' Tales 75' |           |           | Asistencia: 16.000 espectadores Árbitro(s): Jorge Osorio (Chile) | Asistencia: 16.000 espectadores Árbitro(s): Jorge Osorio (Chile) |

| 20 de marzo de 2007 | Argentina                              | 2:0 (0:0) | Ecuador |                                                                       |                                                                       |
|                     | Nicolás Mazzola 46' Eduardo Salvio 57' |           |         | Asistencia: 16.000 espectadores Árbitro(s): Óscar Maldonado (Bolivia) | Asistencia: 16.000 espectadores Árbitro(s): Óscar Maldonado (Bolivia) |

| 20 de marzo de 2007 | Perú | 0:3 (0:2) | Colombia                                                   |                                                                        |                                                                        |
|                     |      |           | Cristian Nazarit 29' James Rodríguez 35' Ricardo Chará 71' | Asistencia: 16.000 espectadores Árbitro(s): Gabriel Favale (Argentina) | Asistencia: 16.000 espectadores Árbitro(s): Gabriel Favale (Argentina) |

### Partidos del Sudamericano Sub-17 Ecuador 2011
En el estadio Olímpico de Ibarra se jugaron los siguientes partidos:
| 13 de marzo de 2011, 10:00 | Brasil                                              | 4:3 (2:3) | Venezuela                    |                                                                  |                                                                  |
|                            | Pedro Paulo 11' 75' · Adryan 16' · Lucas Piazón 72' |           | Arteaga 5' 8' · González 34' | Asistencia: 18.000 espectadores Árbitro(s): Diego Lara (Ecuador) | Asistencia: 18.000 espectadores Árbitro(s): Diego Lara (Ecuador) |

| 13 de marzo de 2011, 12:10 | Colombia       | 2:2 (2:0) | Chile                         |                                                                   |                                                                   |
|                            | Garcés 34' 36' |           | Navarrete 58' · Henríquez 73' | Asistencia: 18.000 espectadores Árbitro(s): Henry Gambetta (Perú) | Asistencia: 18.000 espectadores Árbitro(s): Henry Gambetta (Perú) |

| 16 de marzo de 2011, 15:30 | Colombia                                   | 3:1 (1:0) | Paraguay     |                                                                       |                                                                       |
|                            | Delgado 12' · Palomeque 78' · Osorio 90+1' |           | González 55' | Asistencia: 18.000 espectadores Árbitro(s): Héctor Martínez (Uruguay) | Asistencia: 18.000 espectadores Árbitro(s): Héctor Martínez (Uruguay) |

| 16 de marzo de 2011, 17:45 | Brasil                   | 2:1 (0:0) | Chile         |                                                                       |                                                                       |
|                            | Emerson 80' · Adryan 87' |           | Henríquez 73' | Asistencia: 18.000 espectadores Árbitro(s): Néstor Pitana (Argentina) | Asistencia: 18.000 espectadores Árbitro(s): Néstor Pitana (Argentina) |

| 19 de marzo de 2011, 18:00 | Chile                    | 2:1 (1:1) | Venezuela |                                                                   |                                                                   |
|                            | Henríquez 41' · Páez 70' |           | García 7' | Asistencia: 18.000 espectadores Árbitro(s): José Jordan (Bolivia) | Asistencia: 18.000 espectadores Árbitro(s): José Jordan (Bolivia) |

| 19 de marzo de 2011, 20:10 | Brasil           | 1:2 (1:0) | Paraguay                    |                                                                  |                                                                  |
|                            | Lucas Piazon 32' |           | Giménez 77' · Caballero 80' | Asistencia: 18.000 espectadores Árbitro(s): Diego Lara (Ecuador) | Asistencia: 18.000 espectadores Árbitro(s): Diego Lara (Ecuador) |

| 22 de marzo de 2011, 16:00 | Paraguay                     | 3:0 (1:0) | Chile |                                                                       |                                                                       |
|                            | Caballero 26' 80' · Báez 53' |           |       | Asistencia: 18.000 espectadores Árbitro(s): Néstor Pitana (Argentina) | Asistencia: 18.000 espectadores Árbitro(s): Néstor Pitana (Argentina) |

| 22 de marzo de 2011, 18:10 | Colombia | 1:0 (1:0) | Venezuela |                                                                   |                                                                   |
|                            | Cuero 8' |           |           | Asistencia: 18.000 espectadores Árbitro(s): Henry Gambetta (Perú) | Asistencia: 18.000 espectadores Árbitro(s): Henry Gambetta (Perú) |

| 25 de marzo de 2011, 19:00 | Paraguay                            | 3:1 (2:0) | Venezuela    |                                                                   |                                                                   |
|                            | Palacios 17' · Florenciáñez 42' 61' |           | Castillo 48' | Asistencia: 18.000 espectadores Árbitro(s): José Jordan (Bolivia) | Asistencia: 18.000 espectadores Árbitro(s): José Jordan (Bolivia) |

| 25 de marzo de 2011, 21:10 | Brasil                                                        | 5:1 (3:0) | Colombia       |                                                                       |                                                                       |
|                            | Leo 18' 20' · Claudio Wink 36' · Misael 55' · Marlon Bica 70' |           | Villadiego 66' | Asistencia: 18.000 espectadores Árbitro(s): Héctor Martínez (Uruguay) | Asistencia: 18.000 espectadores Árbitro(s): Héctor Martínez (Uruguay) |